# Minuskel 74
Minuskel 74 (in der Nummerierung nach Gregory-Aland), ε 260 (von Soden) ist eine griechische Minuskelhandschrift des Neuen Testaments auf 204 Pergamentblättern (20,1 × 14,8 cm). Das Manuskript ist durch sein Kolophon auf das Jahr 1291 oder 1292 datiert. Die Handschrift ist nicht vollständig. 

## Beschreibung
Die Handschrift enthält den Text der vier Evangelien mit Lücken (Matthäus 1,1–14; 5,29–6,1). Er wurde einspaltig mit je 26–17 Zeilen geschrieben. Die Handschrift enthält die Epistula ad Carpianum, die Eusebischen Tabellen, Listen der κεφαλαια, κεφαλαια, τιτλοι, Ammonianische Abschnitte (Matthäus 359, Markus 241, Lukas 341, Johannes 232), den Eusebischen Kanon, Lektionar-Markierungen, incipits, Menologion, Synaxarion und Bilder.

## Text
Der griechische Text des Kodex repräsentiert den Byzantinischen Texttyp. Kurt Aland ordnete ihn in Kategorie V ein.

## Geschichte
Die Handschrift wurde 1291 oder 1292 durch Theodor Hagiopetrita geschrieben.
Die Handschrift kam 1727 vom Kloster Pantokratoros nach England und gehörte dem Erzbischof von Canterbury William Wake (1657–1737), zusammen mit den Minuskelhandschriften 73 und 506-520. Wake schenkte sie dem Christ Church College in Oxford. Der Kodex wurde von John Walker untersucht und teilweise kollationiert. Caspar René Gregory kollationierte ihn im Jahr 1883.
Der Kodex befindet sich zurzeit im Christ Church College unter der Signatur Wake 20 in Oxford.